# Idaea johnsoni
Idaea johnsoni är en fjärilsart som beskrevs av Harrison 1928. Idaea johnsoni ingår i släktet Idaea och familjen mätare. Inga underarter finns listade i Catalogue of Life.